# 駒谷明
駒谷 明（こまたに あきら、1930年3月30日 - 2016年12月24日）は、日本の元政治家。元公明党衆議院議員（1期）。

## 経歴
兵庫県神戸市出身。1948年旧制姫路中学校（現・兵庫県立姫路西高等学校）卒。裁判所で働いた後、兵庫県議を3期務める。1983年の第37回衆議院議員総選挙に兵庫3区から公明党公認で立候補して当選した。1986年の第38回衆議院議員総選挙で落選。1989年の第15回参議院議員通常選挙で比例区から立候補したが落選した。